# Moldavië op het Eurovisiesongfestival 2015

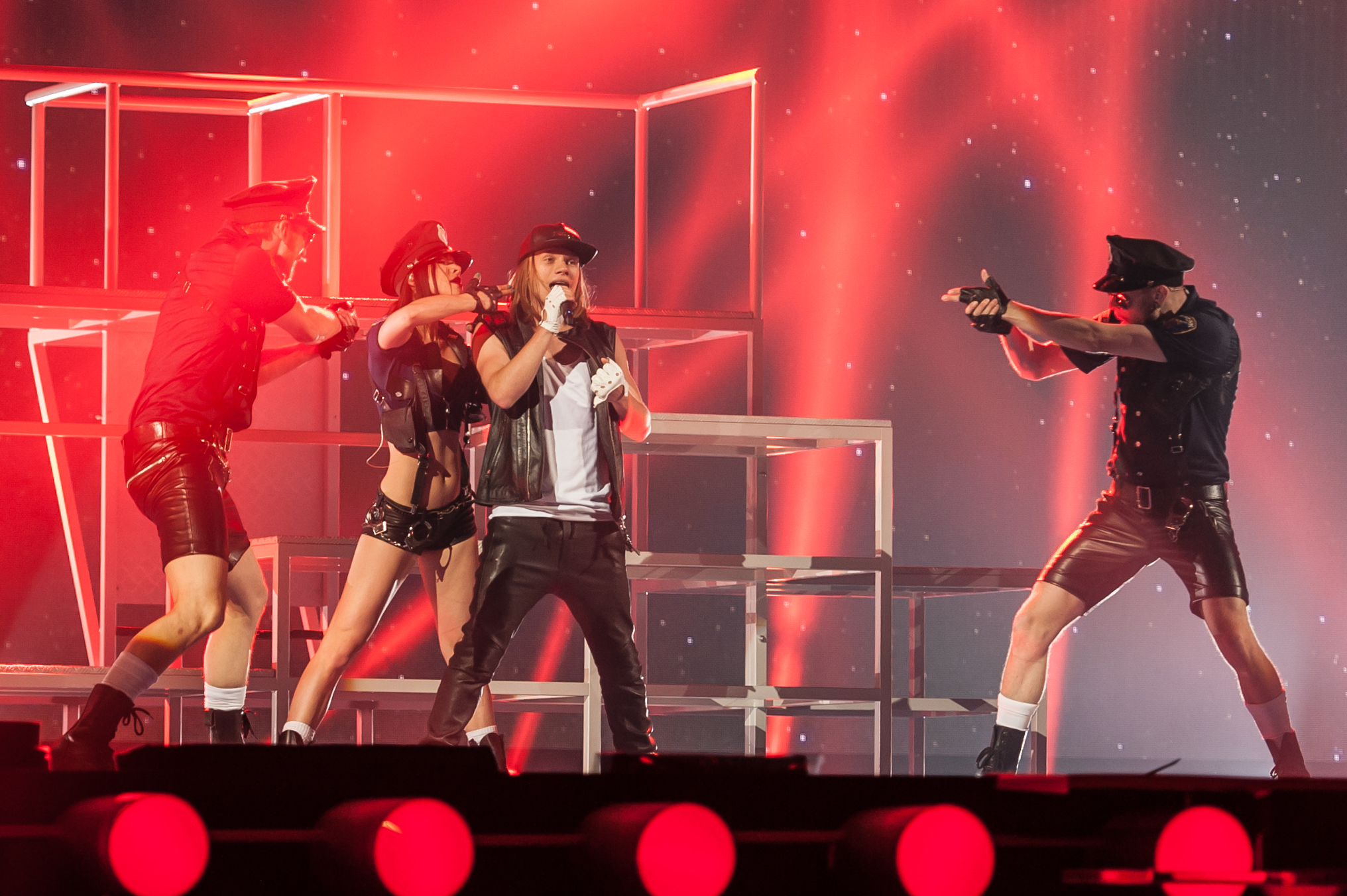
Edoeard Romanjoeta tijdens het Eurovisiesongfestival

Moldavië nam deel aan het Eurovisiesongfestival 2015 in Wenen, Oostenrijk. Het was de 11de deelname van het land op het Eurovisiesongfestival. TRM was verantwoordelijk voor de Moldavische bijdrage voor de editie van 2015.

## Selectieprocedure
Op 18 september maakte de Moldavische staatsomroep bekend te zullen deelnemen aan de volgende editie van het Eurovisiesongfestival. Geïnteresseerden kregen van 15 oktober tot en met 15 december de tijd om een inzending in te sturen. Een reglementswijziging zorgde ervoor dat ook buitenlanders konden deelnemen aan de Moldavische preselectie. Uiteindelijk ontving TRM 68 inzendingen. Negentien daarvan kwamen uit het buitenland. Na het sluiten van de inschrijvingen selecteerde een vakjury 50 inzendingen voor een auditie op 17 januari. Een vakjury selecteerde 24 acts die mochten deelnemen aan O Melodie Pentru 2015.
De Moldavische nationale voorronde verliep, net als het Eurovisiesongfestival zelf, over twee halve finales en één finale, die allen in dezelfde week plaatsvonden. In elke halve finale traden twaalf artiesten aan. Acht van hen mochten telkens door naar de grote finale: de zeven acts die de hoogste gecombineerde score kregen van zowel de vakjury als de televoters, en de winnaar van een nieuwe stemronde onder de niet-gekwalificeerden. In de finale werden de punten evenwaardig uitgedeeld door een vakjury en door het publiek via televoting. In geval van een gelijkstand zou de favoriet van de vakjury winnen.
Op 28 februari 2015 werd besloten dat Edoeard Romanjoeta Moldavië mocht vertegenwoordigen op het Eurovisiesongfestival 2015 met het lied I want your love. Dit was opvallend, want Romanjoeta is van Oekraïense afkomst. Zodoende werd hij de eerste buitenlander die Moldavië vertegenwoordigde op het Eurovisiesongfestival.

## O Melodie Pentru Europa 2015

### Halve finales
24 februari 2015
| Plaats | Artiest                        | Lied                      | Jury | Publiek | Totaal |
| ------ | ------------------------------ | ------------------------- | ---- | ------- | ------ |
| 1      | Edoeard Romanjoeta             | I want your love          | 7    | 12      | 19     |
| 2      | Diana Brescan                  | Up and down               | 12   | 5       | 17     |
| 3      | SunStroke Project & Michael Ra | Day after day             | 10   | 7       | 17     |
| 4      | Serj Kuzenkoff                 | Danu năzdrăvanu           | 6    | 8       | 14     |
| 5      | Glam Girls                     | Magia                     | 3    | 10      | 13     |
| 6      | Irina Kitoroagă                | I'm gonna get you         | 8    | 2       | 10     |
| 7      | Marcel Roșca                   | Feelings will never leave | 5    | 3       | 8      |
| 8      | Mihaela Andrei                 | About love                | 2    | 4       | 6      |
| 9      | Raby                           | Hero                      | 0    | 6       | 6      |
| 10     | Domenico Protino               | Let me fly                | 4    | 0       | 4      |
| 11     | Kitty Brucknell                | Remix                     | 1    | 0       | 1      |
| 12     | Anișoara Volînschi             | Vocea inimii              | 0    | 1       | 1      |

26 februari 2015
| Plaats | Artiest           | Lied                     | Jury | Publiek | Totaal |
| ------ | ----------------- | ------------------------ | ---- | ------- | ------ |
| 1      | DoReDos           | Maricica                 | 7    | 10      | 17     |
| 2      | Stela Boțan       | Save me                  | 5    | 12      | 17     |
| 3      | Miss M            | Lonely stranger          | 12   | 4       | 16     |
| 4      | Doinița Gherman   | Inimă fierbinte          | 8    | 7       | 15     |
| 5      | Valeria Pașa      | I can change all my life | 10   | 2       | 12     |
| 6      | Dana Markitan     | Love me                  | 6    | 5       | 11     |
| 7      | Lidia Isac        | I can't breath           | 1    | 8       | 9      |
| 8      | Julia Sandu       | Fire                     | 0    | 6       | 6      |
| 9      | Carolina Gorun    | Sublime                  | 2    | 3       | 5      |
| 10     | Cezara            | Am devenit străini       | 4    | 0       | 4      |
| 11     | Vera & Diana Popa | Faith                    | 3    | 1       | 4      |
| 12     | Vitalie Todirașcu | Tu singura               | 0    | 0       | 0      |

### Finale
28 februari 2015
| Plaats | Artiest                        | Lied                      | Jury | Publiek | Totaal |
| ------ | ------------------------------ | ------------------------- | ---- | ------- | ------ |
| 1      | Edoeard Romanjoeta             | I want your love          | 10   | 12      | 22     |
| 2      | Valeria Pașa                   | I can change all my life  | 12   | 4       | 16     |
| 3      | SunStroke Project & Michael Ra | Day after day             | 6    | 8       | 14     |
| 4      | Miss M                         | Lonely stranger           | 8    | 3       | 11     |
| 5      | Serj Kuzenkoff                 | Danu năzdrăvanu           | 5    | 6       | 11     |
| 6      | DoReDos                        | Maricica                  | 0    | 10      | 10     |
| 7      | Stela Boțan                    | Save me                   | 1    | 7       | 8      |
| 8      | Diana Brescan                  | Up and down               | 7    | 0       | 7      |
| 9      | Dana Markitan                  | Love me                   | 4    | 2       | 6      |
| 10     | Donița Gherman                 | Inimă fierbinte           | 0    | 5       | 5      |
| 11     | Marcel Roșca                   | Feelings will never leave | 3    | 1       | 4      |
| 12     | Irina Kitoroagă                | I'm gonna get you         | 2    | 0       | 2      |
| 13     | Glam Girls                     | Magia                     | 0    | 0       | 0      |
| 14     | Julia Sandu                    | Fire                      | 0    | 0       | 0      |
| 15     | Lidia Isac                     | I can't breath            | 0    | 0       | 0      |
| 16     | Mihaela Andrei                 | About love                | 0    | 0       | 0      |

## In Wenen
Moldavië trad in Wenen in de eerste halve finale op dinsdag 19 mei aan. Edoeard Romanjoeta trad als eerste van de zestien landen aan, voor Genealogy uit Armenië. Moldavië eindigde als elfde met 41 punten, waarmee het uitgeschakeld werd.
2005 · 2006 · 2007 · 2008 · 2009 · 2010 · 2011 · 2012 · 2013 · 2014 · 2015 · 2016 · 2017 · 2018 · 2019 · 2020 · 2021 · 2022 · 2023 · 2024 · 2025
Albanië · Armenië · Australië · Azerbeidzjan · België · Cyprus · Denemarken · Duitsland · Estland · Finland · Frankrijk · Georgië · Griekenland · Hongarije · Ierland · IJsland · Israël · Italië · Letland · Litouwen · Macedonië · Malta · Moldavië · Montenegro · Nederland · Noorwegen · Oostenrijk · Polen · Portugal · Roemenië · Rusland · San Marino · Servië · Slovenië · Spanje · Tsjechië · Verenigd Koninkrijk · Wit-Rusland · Zweden · Zwitserland